# Etheostoma saludae
Etheostoma saludae är en fiskart som först beskrevs av Hubbs och Cannon, 1935.  Etheostoma saludae ingår i släktet Etheostoma och familjen abborrfiskar. Inga underarter finns listade i Catalogue of Life.